# 平定家
平 定家(たいら の さだいえ、生没年不詳）は、平安時代中期の貴族。右衛門権佐・平行親の子。

## 経歴
後朱雀朝の長久2年（1041年）六位蔵人に補任され、後冷泉朝にて検非違使や紀伊守・尾張守などを務める。一方で、摂関家の家司として藤原頼通に仕えた。没年は不詳であるが、永保元年（1081年）まで記録が残り、位階は正四位下に至った。
『定家朝臣記』（もしくは『康平記』）と呼ばれる日記を残しており、天喜元年（1053年）から康平5年（1062年）までの10年間が現存しているが、現存している物は同族の平信範（叔父平範国の子孫）及び江戸時代の関白近衛家煕による写本であるかつ摂関家関係の記事を中心とした抽出された抄本である。しかし、当該期の政治を知るには貴重な史料である。
藤原師実の家司として、道長の『御堂関白記』の古写本を書写したと考えられる。
- 長久2年（1041年） 正月12日：六位蔵人?、大膳亮如元[4]
- 時期不詳：従五位下
- 永承2年（1047年）12月15日：見紀伊守[5]
- 康平元年（1058年） 8月29日：見右衛門権佐[6]
- 治暦元年（1065年）10月：見尾張守[7]
- 時期不詳：正四位下[8]

## 系譜
『尊卑分脈』による。
- 父：平行親
- 母：藤原頼祐の娘
- 妻：藤原家任の娘
  - 男子：平時範